# Naturreservat Aksu-Jabagly
Das Naturreservat Aksu-Jabagly (russisch Аксу-Жабаглинский заповедник Aksu-Schabaglinski sapowednik, kasachisch Ақсу-Жабағылы қорығы Aqsu-Schabaghyly Qoryghy) ist das älteste staatliche Naturschutzgebiet in Mittelasien.
Es befindet sich im Süden der Republik Kasachstan und umfasst die nordwestlichen Ketten des Tien-Shan-Gebirges. Der Name des Naturreservates leitet sich ab von dem Namen des größten Flusses des Schutzgebietes, dem Aqsu, und dem der Gebirgskette Schabaghyly, die im nördlichen Teil des Territoriums liegt.

## Geographie
Das Naturreservat Aksu-Jabagly erstreckt sich auf die Ausläufer des Talas-Alatau, im westlichen Tian-Shan-Gebirge. Es grenzt im Osten an die Kirgisische Republik, im Süden an das Tal des Flusses Maydontol und an die Republik Usbekistan. Westlich vom Reservat liegt die Wüste Kysylkum und nördlich davon das Qaratau-Gebirge. Im Osten und Süden erstrecken sich weitere Ketten des Tian Shan. Administrativ befindet sich das Reservat auf den Territorien der Verwaltungsbezirke Tülkibas und Töle Bi, im Gebiet (Oblys) Türkistan. Das Reservat befindet sich auf Höhen von 1100 bis 4236 m und hat eine Fläche von 131.934 ha. Die wichtigsten Gebirgsketten sind der Schabaghyly im nördlichen Teil, sowie der Hauptkamm des Talas-Alatau im Zentrum und der Baldybrektau und Ugomgebirge im Süden. Sie bilden schroffe Hänge, aber auch sanfte Plateaus und Schultern. Der höchste Berg, der Pik Sairam, befindet sich in der südlichsten Spitze des Reservates. Die Gebirgsketten werden von den Flüssen Schabaghyly, Aqsu und Baldybepek getrennt, die in westlicher Richtung abfließen und in den Syrdarja münden, der wiederum in den Aralsee fließt. Der Fluss Aqsu bildet eine Schlucht von 500 m Tiefe, der auf dem Gebiet des Reservates nur an der südlichen Grenze über eine Fußgängerbrücke überquert werden kann.

## Geologie
Die dominantesten geologischen Austritte im Reservat sind paläozoische Kalksteine, Dolomite und karbonathaltige Tuffe. Auf Plateaus und am Gebirgsfuß sind meterhohe Lössmassen abgelagert. Weitaus seltener kommen saure magmatische Gesteine aus dem Perm vor.

## Klima
Das Klima in der Region des Reservates wird bestimmt durch die kontinentale Lage inmitten des asiatischen Kontinents und durch westliche, niederschlagsbringende Luftmassen. In der montanen Lage des Reservates befindet sich eine Wetterstation, die 6 °C Jahresdurchschnittstemperatur und 903 mm Gesamtniederschlag pro Jahr verzeichnet. Während der Winter in dieser Lage schneereich und kühl ist, ist der Sommer sehr heiß und trocken. Berüchtigt sind die Winde in der Region, u. a. der Chokpak, der mit Geschwindigkeiten von bis zu 40 m/s Bäume umbiegen kann.

## Flora und Vegetation
Die Flora des Naturreservates umfasst 1312 Gefäßpflanzen. Besonders artenreich sind die Gattungen Astragalus, Gagea, Allium, Carex und Oxytropis. Aus dem Gebiet sind 44 seltene Pflanzenarten bekannt, die in das Rote Buch Kasachstans eingetragen sind, darunter Malus sieversii, eine wilde Apfelart, die wilde Weinrebe (Vitis vinifera) und viele Tulpenarten (z. B. Tulipa greigii). In den niedrigen Lagen des Gebirges bestimmen Halbwüste, Trockengebüsche und Steppe die Landschaft, die im Frühjahr einen bunten Teppich mit Geophyten bildet. In der montanen Lage erstreckt sich ein Mosaik aus Wacholder-Offenwäldern (Juniperus seravshanica und Juniperus semiglobosa) und mesophilen Wiesen mit eurosibirischen und mittelasiatischen Arten. Im Aksu-Canyon findet man weiterhin Laubwaldfragmente mit Asiatischem Wildapfel (Malus sieversii) und Turkestanischem Ahorn (Acer turkestanicum). Die subalpine und alpine Stufe werden von Wiesen, Stauden, Dornpolsterfluren (mit Onobrychis echidna) und niedrigwüchsigen Rasen (mit Carex melanantha, Kobresia persica) bedeckt. Entlang der Flüsse wachsen Weiden- und Birkenwälder. Häufig vertreten sind Schuttflächen auf denen der seltene Blauzungen-Lauch (Allium karataviense) wächst.

## Fauna
Es sind 44 Säugetierarten für das Reservat verzeichnet, die im Roten Buch Kasachstans als streng geschützt eingetragen sind. Der prominenteste Vertreter ist der Schneeleopard, der jedoch sehr selten gesichtet wird. Etwas häufiger sind der Isabellbär, das Tianshan-Argali (Ovis ammon karelini), das Indische Stachelschwein (Hystrix indica) und Menzbiers Murmeltier. Mit etwas Glück und Geduld lassen sich auch Wolf, Fuchs und Luchs entdecken.